# Schloss Neuwaldegg

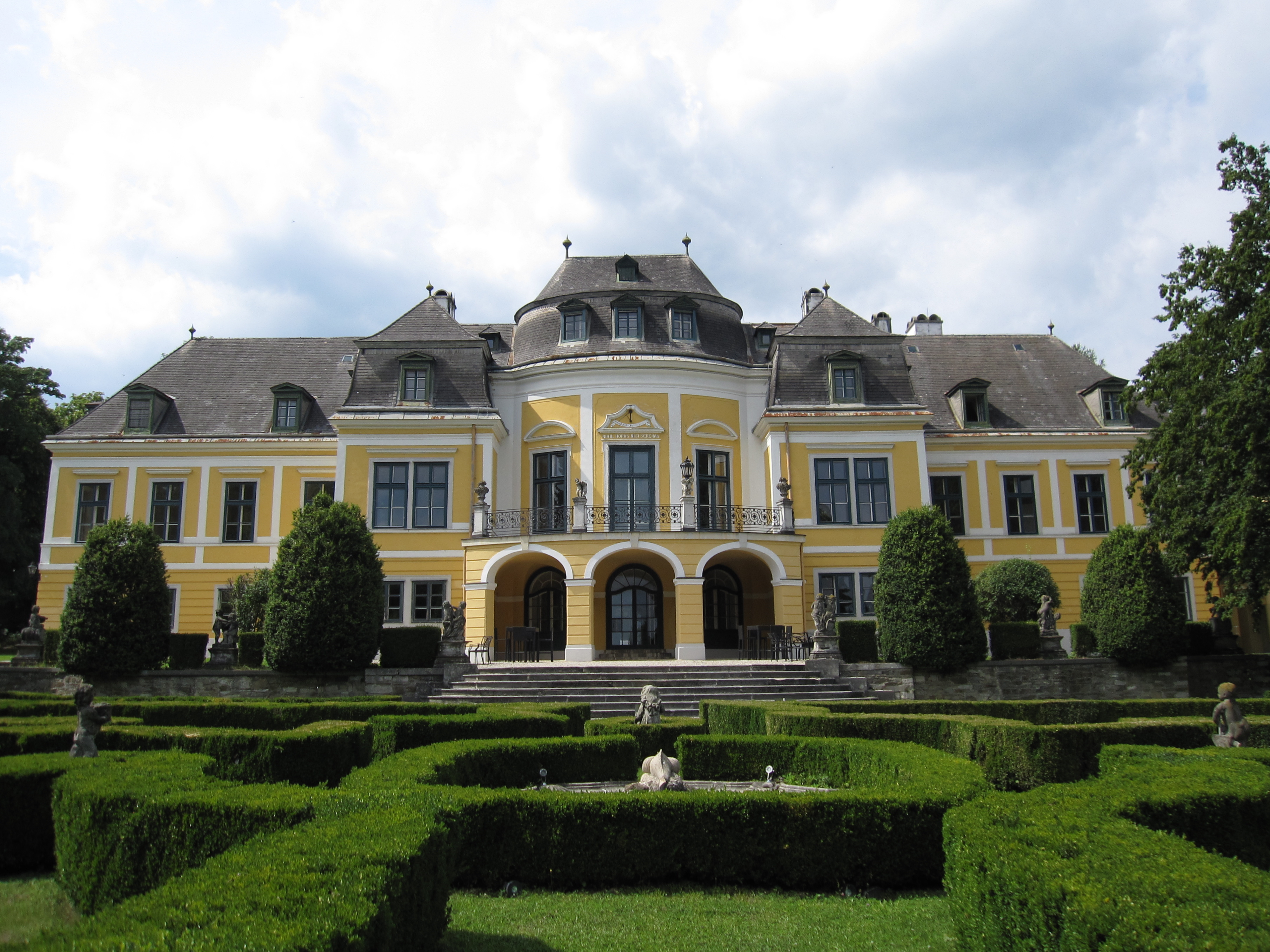
Schloss Neuwaldegg (2010)

Schloss Neuwaldegg ist ein barockes Schloss mit englischer Gartenlandschaft im 17. Wiener Gemeindebezirk Hernals. Es steht im Privatbesitz des Finanzinvestors Alexander Schütz.

## Geschichte

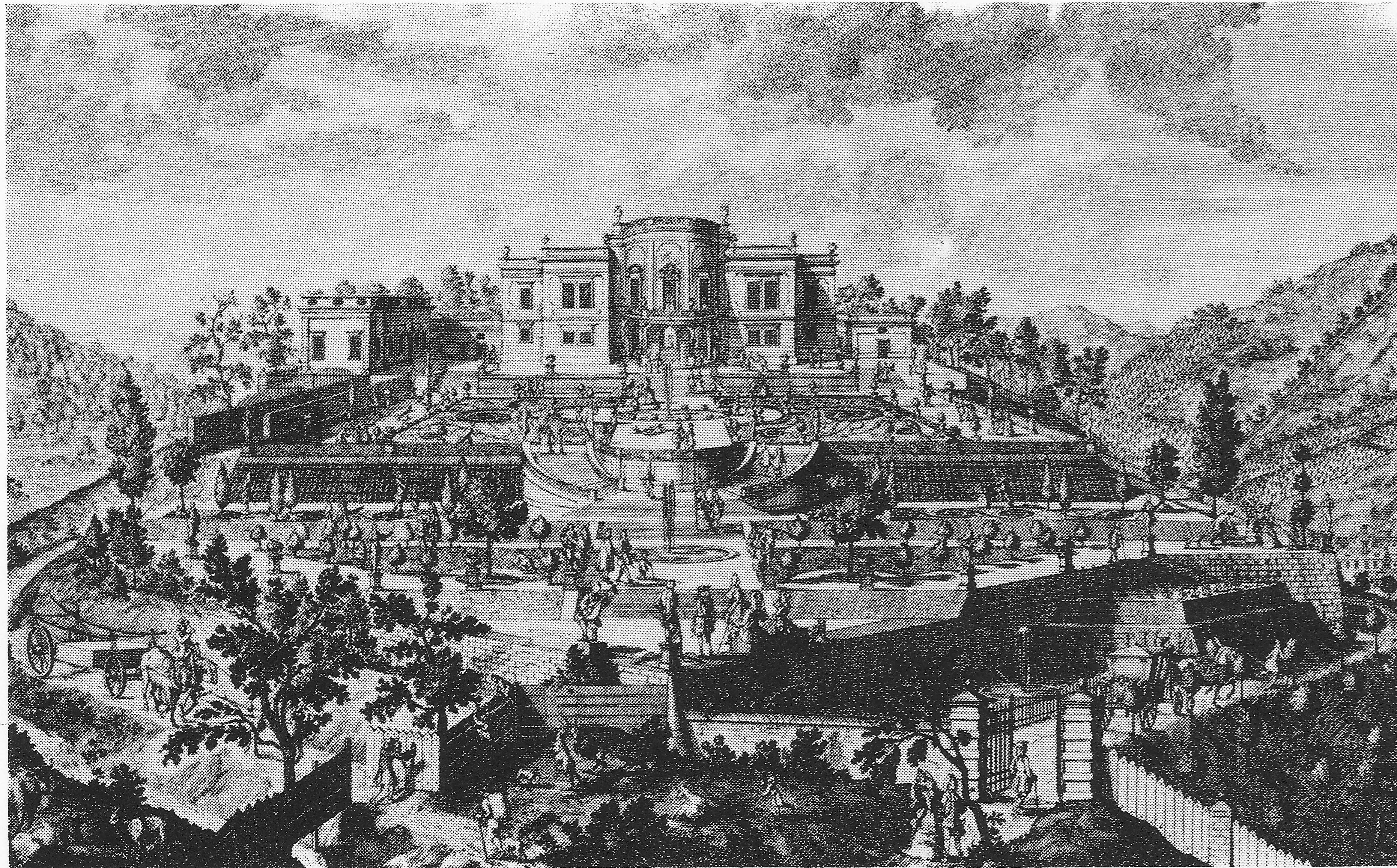
Schloss Neuwaldegg (Stich nach Delsenbach, 1719)

Der Neuwaldeggerhof als Landgut ist schon 1535 urkundlich, er wurde in der Zweiten Türkenbelagerung 1683 zerstört.
Das Schloss wurde von 1692 bis 1697 vermutlich nach Plänen von Johann Bernhard Fischer von Erlach für den Grafen Theodor von Strattmann († 1693) errichtet und hieß deshalb ursprünglich Gartenpalais Strattmann. Der Barockgarten ist in Terrassen angelegt und hat eine Zwergerlgalerie (Werkstätte Matthias Bernhard Braun, um 1719, ursprünglich im Schlossgarten in Cítoliby).
Es wurde 1765 von Franz Moritz Graf Lacy, Feldmarschall der Regentin Maria Theresia und Berater Kaiser Josefs II, ersteigert. In Folge legte er über drei Jahrzehnte bis zu seinem Tod 1801 eine großzügige Gartenanlage an, die sich weit bis in die Jagdgründe des Dornbachtals und auf die Hügel des Wienerwalds an die heutige Wiener Stadtgrenze erstreckte, und zu ihrer Zeit eine der größten und schönsten Parkanlagen Österreichs war. Der barocke Terrassengarten wurde vereinfacht. Der Landschaftsgarten gilt als die erste englische Anlage Österreichs. Besonders reizvoll sind die Allee (Schwarzenbergallee) und freien Wiesen, wie die Marswiese, benannt nach einer Skulptur Ruhender Mars von Johann Martin Fischer 1774. Die Moritzruhe ist ein klassizistischer Tempel von 1801, Mausoleum des Grafen Lacy. Das Hameau (Holländerdörfl) war eine Gästehaus-Siedlung.
1801 gelangten Schloss und Park in den Besitz der Familie Schwarzenberg. Unter Erbprinzessin Therese erhielt der Schlossgarten um 1890 sein heutiges, neobarockes Aussehen.
1951 wurde das Schloss Eigentum der Erzdiözese Wien. 1978–1986 erfolgten Adaptierungen im Inneren des Schlosses für die Verwendung als Bildungshaus. 1985 kaufte die Gemeinde Wien den Schwarzenbergpark als Naherholungsgebiet. Im Jahr 2002 übernahm die Privatstiftung Educational Initiative for Central and Eastern Europe das Schloss und ermöglichte die erneute Nutzung des Schlosses mit seinem Barockgarten für Veranstaltungen aller Art. Von 2010 bis 2016 war das Schloss Standort des Franz Schubert Konservatoriums. Heute steht das Schloss Neuwaldegg im Privateigentum des Finanzinvestors Alexander Schütz. Es wird von seiner Ehefrau Eva Schütz mit den beiden Kindern bewohnt. Die Wohnfläche beträgt 1000 Quadratmeter.
Der Garten gehört zu den bedeutendsten gartenarchitektonischen Denkmalen Österreichs und steht unter Denkmalschutz (Nr. 49 im Anhang zu § 1 Abs. 12 DMSG, und der Barockgarten in der Denkmalliste bei der Gesamtanlage, sowie Teil des Neuwaldegger Schlossparkes (Neuwaldegger Allee u. a.)). Park und Schloss gehören zum Landschaftsschutzgebiet Hernals–Wienerwald (LSG 6, Teil A; ges. 6 km²).

## Schloss Neuwaldegg in der Kultur
Das Schloss war Drehort für den Fernsehfilm Oma wider Willen aus dem Jahr 2012 und Zurück ins Leben im Jahr 2013.